# Эванс, Рой
Рой Квентин Эчлин Эванс (англ. Roy Quentin Echlin Evans; род. 4 октября 1948, Бутл, Англия) — английский футболист и тренер, выступал на позиции защитника.

## Карьера игрока
В юности Рой Эванс выступал за сборную школьников Англии. Он всю карьеру провел на позиции защитника и пройдя путь от Академии «Ливерпуля», до первой команды. Выступая за команду в 1960-х и в 1970-х годах. Лето 1973 года, Эванс провел в аренде за команду Североамериканской футбольной лиги «Филадельфия Атомс». Но главный тренер «Красных», Бил Шенкли, уже тогда видел в нём что-то другое и предлагал начать тренерскую карьеру.

## Карьера тренера
28 января 1994 года, «Ливерпуль» вылетел из Кубка Англии от «Бристоль Сити». В результате чего Грэм Сунесс был отправлен в отставку, его сменил на посту главного тренера Рой Эванс. К этому моменту команда плелась в середине турнирной таблицы в чемпионате, также вылетев из всех возможных турниров. Что не помешало занять 8-е место по итогам сезона.

## Достижения

### В качестве тренера
Ливерпуль
- Кубок Лиги: 1995

## Тренерская статистика
| Ливерпуль    | Англия | 28 января 1994 | 12 ноября 1998  | 244 | 123 | 63 | 58 | 050,41 |
| Суиндон Таун | Англия | 3 августа 2001 | 20 декабря 2001 | 26  | 10  | 6  | 10 | 038,46 |
| Всего        | Всего  | Всего          | Всего           | 270 | 133 | 69 | 68 | 049,26 |